# Guy Le Coniac de La Longrays
Guy Le Coniac de La Longrays, né le 23 octobre 1919 à Brest, mort le 12 mars 2001 à Paris 8e, est un officier français. Pendant la Seconde Guerre mondiale, il rallie en 1941 les Forces françaises libres et combat avec la France libre lors de la guerre du Désert, de la campagne de Tunisie et de la campagne d'Italie, puis participe à la libération du territoire. Il est Compagnon de la Libération. Il devient colonel en 1965.

## Biographie
Guy Le Coniac de La Longrays naît à Brest le 23 octobre 1919. Il est le fils d'un officier des troupes coloniales.

### Début de la Seconde Guerre mondiale
Lorsque éclate la Seconde Guerre mondiale en septembre 1939, Guy de La Longrays est en études préparatoires au concours d'entrée à Saint-Cyr. Il interrompt alors ses études et s'engage pour la durée de la guerre. Reçu à la formation d'officier à Saint-Maixent, il en sort en mai 1940 comme aspirant. Il sert au 12e régiment de tirailleurs sénégalais. Capturé par les Allemands, il est envoyé au camp de prisonniers de Rambervillers dans les Vosges. Il s'en évade le 22 août 1940 et rejoint l'Armée d'armistice.

### Combats de la France libre
Affecté en Indochine, La Longrays arrive à Saïgon le 25 juillet 1941. Il se cache alors, et part pour Hong-Kong où il rallie le 31 juillet les Forces françaises libres.
Il est envoyé pour la Syrie, où il intègre en novembre 1941 le bataillon de marche n° 11, comme sous-lieutenant. Il fait partie de la 1re division française libre, avec laquelle il effectue les diverses campagnes de la France libre, de la guerre du Désert à la campagne de Tunisie ; il est promu lieutenant en mars 1943,.
La Longrays participe en 1944 à la campagne d'Italie, où il se fait particulièrement remarquer à l'attaque de Chiaia en dirigeant une contre-attaque pour dégager les tirailleurs. Bien que la moitié de sa section soit mise hors de combat, il en maintient le moral en continue à la diriger dans cette campagne jusqu'en mai 1944.

### Libération du territoire
Il prend part en août 1944 au débarquement de Provence, et participe notamment aux combats pour la libération de Toulon, puis plus tard à Belfort et à la bataille d'Alsace. C'est là que début 1945, il parvient à résister à plusieurs contre-attaques ennemies du 9 au 18 janvier dans un poste très avancé et exposé, jusqu'à être blessé,.
Il combat à la fin de la guerre dans le massif de l'Authion, dans les Alpes. Il est créé Compagnon de la Libération par le décret du 18 janvier 1946.

### Indochine, Afrique, Europe
La Longrays continue à servir après la Seconde Guerre mondiale. Il est envoyé en Indochine où, comme capitaine, il commande une compagnie du 43e régiment d'infanterie coloniale. Il passe ensuite au Tonkin dans un groupement blindé. Il suit en 1948 une formation d'état-major qu'il réussit, il est ensuite nommé en 1949 auprès du général de Larminat.
Il sert ensuite successivement au Mali comme commandant de compagnie saharienne motorisée de 1950 à 1953, en Europe dans la délégation française auprès de la Communauté européenne de défense, en Centrafrique, au Cameroun, en Algérie en 1959.
Lieutenant-colonel, il travaille de 1961 à 1963 à la direction du personnel à Paris, puis commande en second son ancien 43e RIC devenu le 43e régiment blindé d'infanterie de marine, en Allemagne, de 1963 à 1965. Promu colonel en 1965, il commande à Vannes le 3e régiment d'infanterie de marine,. Il est ensuite le conseiller militaire de l'ambassade de France au Sénégal, puis suit à Paris les cours de l'Institut des hautes études de défense nationale et du Centre des hautes études militaires. Il est en septembre 1970 l'adjoint du général commandant à Versailles la 12e DM. Il demande l'année suivante sa mise à la retraite et travaille ensuite jusqu'en 1982 dans le secteur privé,.
Guy Le Coniac de La Longrays meurt le 12 mars 2001 à Paris dans le 8e arrondissement,. Il est enterré à Saint-Pierre-Quiberon dans le Morbihan,.

## Distinctions
- Commandeur de la Légion d'honneur
- Compagnon de la Libération par décret du 18 janvier 1946[7]
- Commandeur de l'ordre national du Mérite
- Croix de guerre 1939–1945 (4 citations)
- Croix de guerre des Théâtres d'opérations extérieurs (1 citation)
- Médaille de la Résistance française par décret du 31 mars 1947[8]
- Médaille des évadés
- Médaille coloniale avec mentions « Libye », « Tunisie » ;
- Silver Star Medal (États-Unis) ;
- Officier de l'Étoile noire (Bénin).